# Ítalo Perea
Ítalo Perea Castillo (10 de junio de 1993 en Esmeraldas) es un boxeador profesional ecuatoriano que sensacionalmente ganó en los Juegos Panamericanos 2011 el título de gramaje extra superior a la edad de 18 años. Es zurdo, pero en las peleas de una postura ortodoxa detrás de una guardia estrecha.

## Biografía

### Amateur
En 2012 junto a KO Simon Kean (CAN) y venciendo a Dominic Breazeale calificó a los Juegos Olímpicos.
En 2011 se trasladó hasta dos clases super pesadas, donde se benefició de la ausencia del máximo favorito cubano Erislandy Savon y ganó el título senior de PanAm por KO a Gerardo Bisbal y venciendo también a Juan Hiracheta.
En 2010 ganó el título de 81 kg de PanAm Junior.
En 2009 perdió polémicamente los 81 kg de finales de los Campeonatos Mundiales de la Juventud en Armenia ante Uzbek Kharzanov.

### Profesional
Su debut como profesional fue el 6 de marzo de 2013 ante el estadounidense Chris Gordon,ganándole por KO en el primer asalto.